# Afdeeling
Een Afdeeling was een administratieve eenheid in het Nederlandse leger, vergelijkbaar met een Regiment. Vanaf 1815 werden de bataljons infanterie en regimenten cavalerie omgevormd tot Afdeelingen Infanterie en Cavalerie; een Afdeeling bestond uit verschillende Bataljons infanterie of Eskadrons cavalerie. Deze organisatie werd definitief vanaf 1819, toen de verschillende bataljons hun bataljonsnummers definitief verloren. De organisatie van het leger in Afdeelingen werd in 1841 vervangen door een organisatie in Regimenten.
Een Afdeeling is overigens niet vergelijkbaar met de huidige aanduiding Afdeling voor een militaire eenheid.